# Brabant-en-Argonne
 Brabant-en-Argonne  es una población y comuna francesa, en la región de Lorena, departamento de Mosa, en el distrito de Verdún y cantón de Clermont-en-Argonne.
Entre el 1 de enero de 1973 y el 1 de enero de 2004 formó parte de Récicourt.

## Demografía
| 124 | 100 | 90 | 89 | 93 | 109 |
| Para los censos de 1962 a 1999 la población legal corresponde a la población sin duplicidades (Fuente: INSEE [Consultar]) |     |    |    |    |     |